# Leme

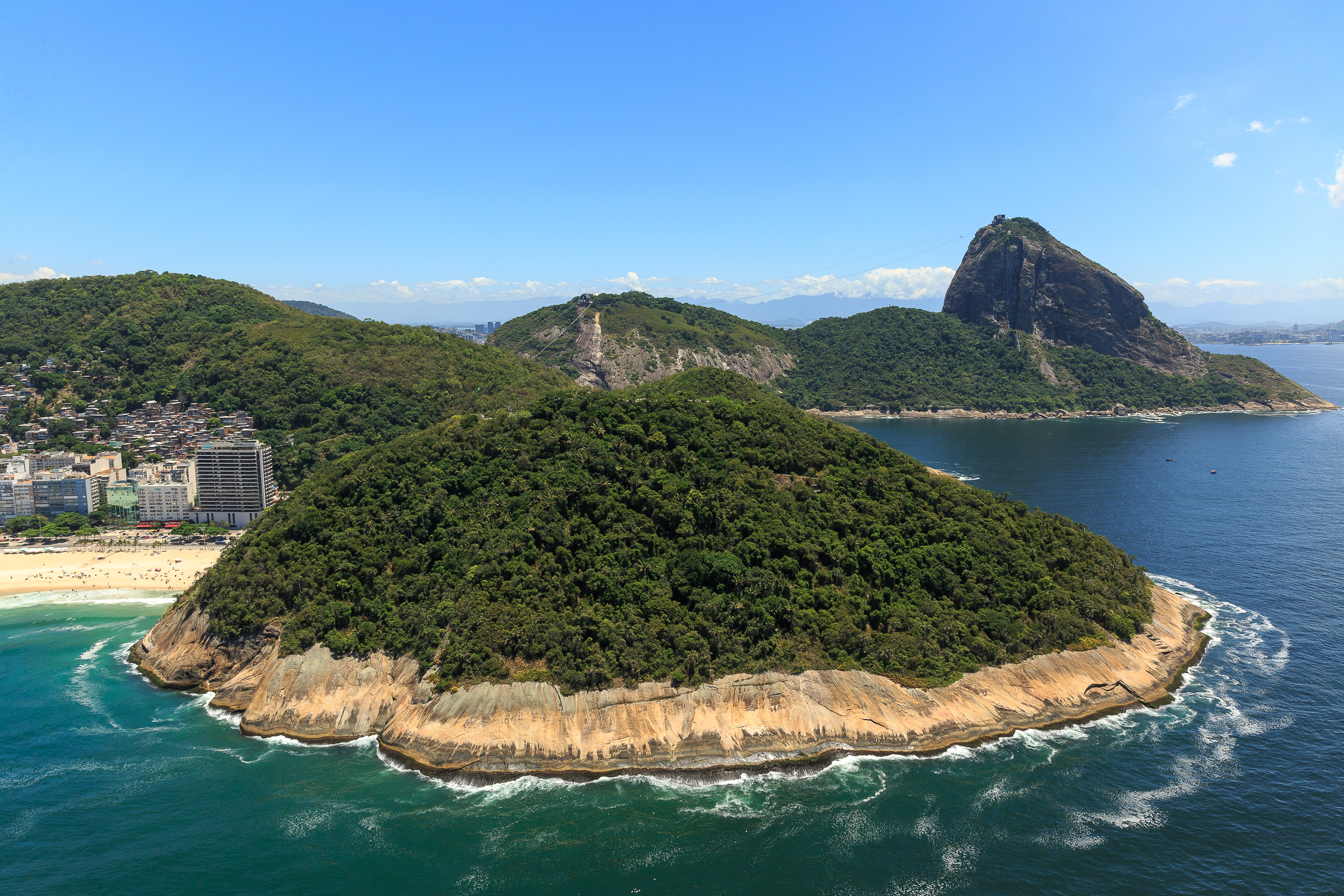
Pedra do Leme

Leme es un barrio ubicado en la Zona Sur de la ciudad brasileña de Río de Janeiro, ubicado junto a la mundialmente famosa playa de Copacabana.
El hotel más reconocido de la zona está sobre la avenida Princesa Isabel, inaugurado en 1975, propiedad de la cadena francesa Le Méridien. En 2007 fue adquirido por un grupo hotelero español y rebautizado como IberoStar Copacabana y poco después se vio obligado a cerrar sus puertas hasta que, en 2009, lo compró la cadena Windsor para reabrirlo.
Otros hoteles de la zona son Leme Othon Palace, Acapulco y Golden Tulip Continental.
En el barrio se encuentran las favelas Babilônia y Chapéu Mangueira, sobre el Morro da Babilônia.

## Ubicación y accesos

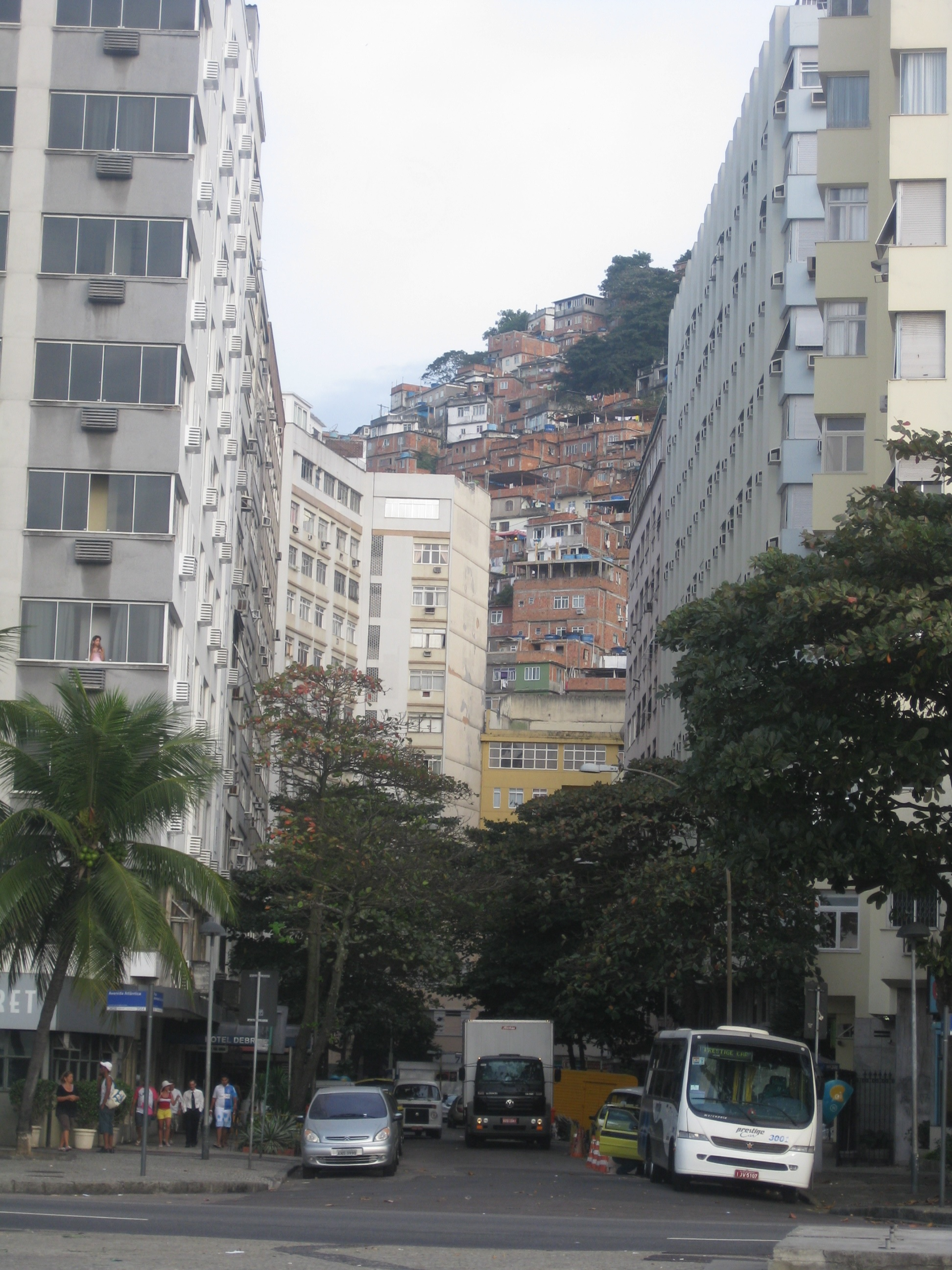
Avenida Atlântica en Leme.

Se encuentra en la zona sur de la ciudad y limita con Copacabana (se dividen en la avenida Princesa Isabel), Botafogo y Urca.
Desde Botafogo se accede a través del túnel Novo (que comenzó a construirse en 1906) y desde Copacabana se llega por avenida Atlântica. No se puede acceder desde Urca, ya que ambos barrios se encuentran separados por el Morro da Babilônia.

## Etimología
El barrio debe su nombre a la Pedra do Leme, contorneada por la playas de Urca y Botafogo. Vista desde el cielo, su forma se asemeja a un timón (en portugués, leme = timón).

## Lugares destacados
- Playa de Leme (donde nació el deporte del fútbol playa)
- Hotel Windsor
- Fuerte Duque de Caxias (se puede visitar sábados y domingos)
- Mirador de Leme (ubicado en el fuerte Duque de Caxias, desde donde se pueden apreciar el Pão de Açúcar y la clásica postal de Copacabana todo a lo largo)

## Datos generales
- Población total: 14.157 habitantes, de los cuales son 6.080 hombres y 8.077 mujeres (censo de 2000)[1]
- Área territorial: 97,72 hectáreas (2003)[2]
- Áreas urbanizadas y/o alteradas: 35,56% (2001)[3]
- Escuelas municipales: 1 con 695 alumnos (2009)[4]